# Helicoverpa confusa
Helicoverpa confusa är en fjärilsart som beskrevs av David F. Hardwick 1965. Helicoverpa confusa ingår i släktet Helicoverpa och familjen nattflyn. IUCN kategoriserar arten globalt som utdöd. Inga underarter finns listade i Catalogue of Life.